# Buitenfonds
Het Buitenfonds is een onafhankelijke stichting die zonder winstoogmerk geld werft voor projecten in de natuurgebieden van Staatsbosbeheer.
Opgericht in 2013, vanaf 2015 is Buitenfonds gestart met fondsenwerven via haar crowdfundingplatform.

## Buitenfonds voor Staatsbosbeheer
Door de gewijzigde overheidsfinanciering kan Staatsbosbeheer als rechtspersoon met wettelijke taak (RWT) projecten en activiteiten die buiten de SNL (Subsidies Natuur en Landschap) regeling vallen alleen met behulp van bijdragen van additionele subsidies, fondsen en stichtingen, donateurs en sponsoren uitvoeren. Daarom heeft Staatsbosbeheer van het ministerie meer ruimte gekregen om externe financiering te werven, middels het ondertekenen van het convenant in 2014.

## Doelstellingen
- Kinderen meer de natuur in brengen
- Het conserveren en toegankelijk maken van cultuurhistorische schatten
- Het bedenken en creëren van meer manieren om natuur te beleven
- Het maatschappelijke werk van de boswachter mogelijk te maken